# 柏林灯光节

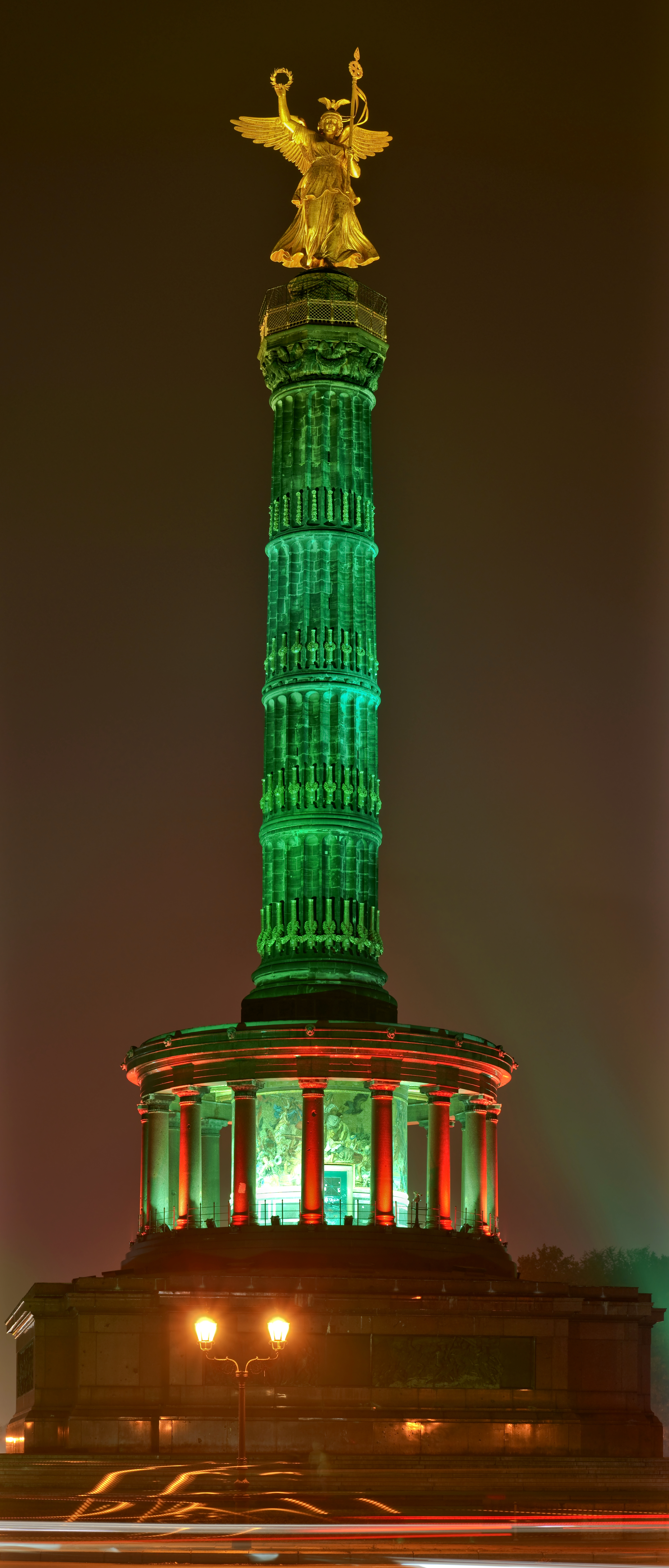
2009年的胜利纪念柱

柏林灯光节(英語：Festival of Lights)是德国首都柏林每年十月举办的节日，为期十天的活动将打亮城市的诸多地标性建筑，诸如勃兰登堡门，柏林电视塔，柏林大教堂以及胜利纪念柱等。

## 历史
第一届灯光节举办于2005年，2014年有十周年庆典。

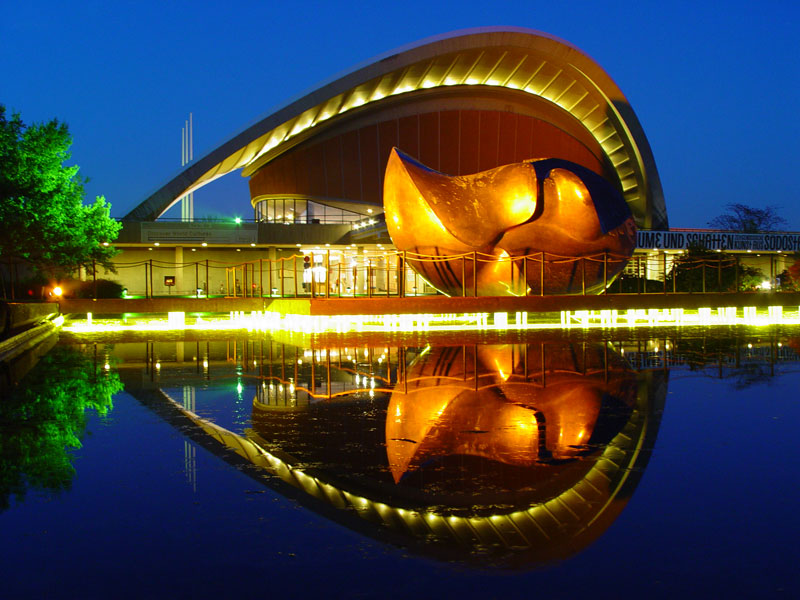
2005年的世界文化宫
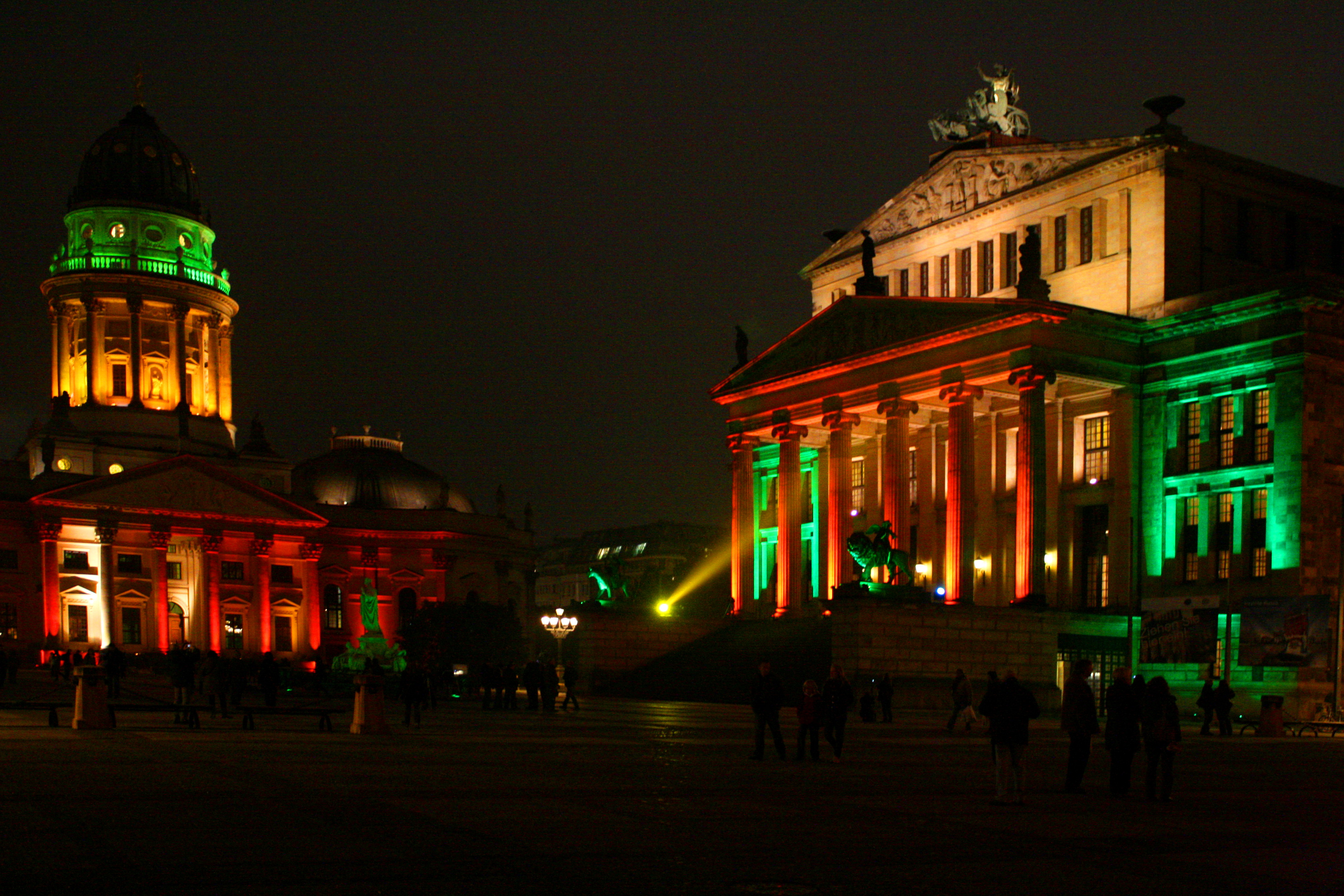
2009年的御林广场